# Märchen (Wohlfahrtsmarkenserie)
Märchen war eine Wohlfahrtsmarkenserie der Deutschen Bundespost von 1959 bis 1967. Sie löste die Vorgängerwohlfahrtsserie Helfer der Menschheit ab. Motivgleiche Briefmarken mit der Inschrift „Deutsche Bundespost Berlin“ wurden erst ab 1964 bis 1967 von der Landespostdirektion Berlin ausgegeben. Die Serie wurde 1968 von der Wohlfahrtsserie Altes Spielzeug abgelöst.
Eine „Neuauflage“ der Märchen-Wohlfahrtsserie gibt es seit dem Briefmarken-Jahrgang 2014 der Bundesrepublik Deutschland mit Hänsel und Gretel, 2015 (Dornröschen), 2016 (Rotkäppchen), 2017 (Die Bremer Stadtmusikanten),  2018 (Der Froschkönig), 2019 (Das tapfere Schneiderlein), 2020 (Der Wolf und die sieben jungen Geißlein), 2021 (Frau Holle), 2022 (Rumpelstilzchen).

## Liste der Ausgaben und Motive
Legende
- Bild: Eine bearbeitete Abbildung der genannten Marke. Das Verhältnis der Größe der Briefmarken zueinander ist in diesem Artikel annähernd maßstabsgerecht dargestellt. Sollten keine Marken abgebildet sein, liegt es daran, dass das Urheberrecht des Künstlers noch nicht erloschen ist.
- Beschreibung: Eine Kurzbeschreibung des Motivs und/oder des Ausgabegrundes. Bei ausgegebenen Serien oder Blocks werden die zusammengehörigen Beschreibungen mit einer Markierung versehen eingerückt.
- Wert: Der Frankaturwert der einzelnen Marke in Pfennig. Ein „+“ bedeutet, dass es sich um eine Zuschlagsmarke handelt (= Frankaturwert + Spende).
- Ausgabedatum: Das Datum des erstmaligen Verkaufs dieser Briefmarke.
- Gültig bis: Das Datum, an dem die Gültigkeit endete.
- Auflage: Soweit bekannt, wird hier die zum Verkauf angebotene Anzahl dieser Ausgabe angegeben.
- Entwurf: Soweit bekannt, wird hier angegeben, von wem der Entwurf dieser Marke stammt.
- Mi.-Nr.: Diese Briefmarke wird im Michel-Katalog unter der entsprechenden Nummer gelistet.

| Deutsche Bundespost | |                  |                    |                   |            |                 |       |
| Bild                | Beschreibung | Werte in Pfennig | Ausgabe- datum     | gültig bis        | Auflage    | Entwurf         | MiNr. |
|                     | Märchen I - Märchen der Brüder Grimm, „Die Sterntaler“                                                                                         | 7+3              | 1. Oktober 1959    | 31. Dezember 1961 | 6.950.000  | Sporer          | 322   |
|                     | - Märchen der Brüder Grimm, „Die Sterntaler“                                                                                                   | 10+5             | 1. Oktober 1959    | 31. Dezember 1961 | 10.200.000 | Sporer          | 323   |
|                     | - Märchen der Brüder Grimm, „Die Sterntaler“                                                                                                   | 20+10            | 1. Oktober 1959    | 31. Dezember 1961 | 8.400.000  | Sporer          | 324   |
|                     | - Die Brüder Jacob (1785–1863) und Wilhelm Grimm (1786–1859) siehe auch: Helfer der Menschheit                                                 | 40+10            | 1. Oktober 1959    | 31. Dezember 1961 | 3.900.000  | Bert Jäger      | 325   |
|                     | Märchen II Rotkäppchen Märchen der Brüder Grimm - Rotkäppchen trifft den Wolf                                                                  | 7+3              | 1. Oktober 1960    | 31. Dezember 1962 | 8.500.000  | Michel + Kieser | 340   |
|                     | - Rotkäppchen am Bett der Großmutter, worin aber der verkleidete Wolf liegt                                                                    | 10+5             | 1. Oktober 1960    | 31. Dezember 1962 | 15.250.000 | Michel + Kieser | 341   |
|                     | - Der Jäger befreit Großmutter und Rotkäppchen aus dem Bauch des Wolfs                                                                         | 20+10            | 1. Oktober 1960    | 31. Dezember 1962 | 10.300.000 | Michel + Kieser | 342   |
|                     | - Großmutter und Rotkäppchen wieder wohlauf und erfreuen sich an den mitgebrachten Gaben                                                       | 40+20            | 1. Oktober 1960    | 31. Dezember 1962 | 5.200.000  | Michel + Kieser | 343   |
|                     | Märchen III Hänsel und Gretel Märchen der Brüder Grimm - Hänsel wirft Brotkrumen auf den Weg                                                   | 7+3              | 2. Oktober 1961    | 31. Dezember 1963 | 9.750.000  | Bert Jäger      | 369   |
|                     | - Hänsel und Gretel kommen ans Haus der Hexe                                                                                                   | 10+5             | 2. Oktober 1961    | 31. Dezember 1963 | 15.250.000 | Bert Jäger      | 370   |
|                     | - Die Hexe versucht Hänsel zu mästen | 20+10            | 2. Oktober 1961    | 31. Dezember 1963 | 12.000.000 | Bert Jäger      | 371   |
|                     | - Der Vater freut sich mit seinen Kindern über deren Heimkehr                                                                                  | 40+20            | 2. Oktober 1961    | 31. Dezember 1963 | 6.000.000  | Bert Jäger      | 372   |
|                     | Märchen IV Schneewittchen Märchen der Brüder Grimm - Die Stiefmutter vor dem Spiegel                                                           | 7+3              | 10. Oktober 1962   | 31. Dezember 1964 | 12.150.000 | Holger Börnsen  | 385   |
|                     | - Schneewittchen und die 7 Zwerge | 10+5             | 10. Oktober 1962   | 31. Dezember 1964 | 16.900.000 | Holger Börnsen  | 386   |
|                     | - Schneewittchen wird vergiftet | 20+10            | 10. Oktober 1962   | 31. Dezember 1964 | 14.000.000 | Holger Börnsen  | 387   |
|                     | - Schneewittchen im Glassarg | 40+20            | 10. Oktober 1962   | 31. Dezember 1964 | 8.050.000  | Holger Börnsen  | 388   |
|                     | Märchen V Der Wolf und die sieben jungen Geißlein Märchen der Brüder Grimm - Die Mutter verlässt das Haus                                      | 10+5             | 23. September 1963 | 31. Dezember 1965 | 13.934.000 | Holger Börnsen  | 408   |
|                     | - Der Wolf will ins Haus | 15+5             | 23. September 1963 | 31. Dezember 1965 | 14.861.000 | Holger Börnsen  | 409   |
|                     | - Der Wolf frisst 6 der Geißlein, eines versteckt sich in der Standuhr                                                                         | 20+10            | 23. September 1963 | 31. Dezember 1965 | 16.614.000 | Holger Börnsen  | 410   |
|                     | - Die Geißlein werden gerettet, der Wolf stürzt in den Brunnen                                                                                 | 40+20            | 23. September 1963 | 31. Dezember 1965 | 8.191.000  | Holger Börnsen  | 411   |
|                     | Märchen VI Dornröschen Märchen der Brüder Grimm - Die böse Fee verflucht Dornröschen als Baby                                                  | 10+5             | 6. Oktober 1964    | 31. Dezember 1966 | 45.496.000 | Holger Börnsen  | 447   |
|                     | - Am 16. Geburtstag sticht sich Dornröschen an der vergifteten Spindel der bösen Fee                                                           | 15+5             | 6. Oktober 1964    | 31. Dezember 1966 | 14.739.000 | Holger Börnsen  | 448   |
|                     | - Nach 100 Jahren findet ein Prinz Dornröschen, nachdem er sich durch eine Dornenhecke um das Schloss geschlagen hat                           | 20+10            | 6. Oktober 1964    | 31. Dezember 1966 | 16.678.000 | Holger Börnsen  | 449   |
|                     | - Im Schloss wachen alle wieder auf und der Koch gibt dem Küchenjungen eine Ohrfeige                                                           | 40+20            | 6. Oktober 1964    | 31. Dezember 1966 | 8.106.000  | Holger Börnsen  | 450   |
|                     | Märchen VII Aschenputtel Märchen der Brüder Grimm - Aschenputtel lässt sich von Tauben beim Lesen der Linsen helfen                            | 10+5             | 6. Oktober 1965    | 31. Dezember 1967 | 36.027.000 | Stefula         | 485   |
|                     | - Aschenputtel empfängt ihr Ballkleid aus einem Baum                                                                                           | 15+5             | 6. Oktober 1965    | 31. Dezember 1967 | 17.350.000 | Stefula         | 486   |
|                     | - Aschenputtel verlässt das Schloss und verliert einen Schuh                                                                                   | 20+5             | 6. Oktober 1965    | 31. Dezember 1967 | 28.201.000 | Stefula         | 487   |
|                     | - Der Prinz führt Aschenputtel als seine Braut heim                                                                                            | 40+20            | 6. Oktober 1965    | 31. Dezember 1967 | 10.203.000 | Stefula         | 488   |
|                     | Märchen VIII Der Froschkönig Märchen der Brüder Grimm - Die Prinzessin bittet den Frosch, die verlorene goldene Kugel aus dem Brunnen zu holen | 10+5             | 5. Oktober 1966    | 31. Dezember 1968 | 13.073.000 | Stefula         | 523   |
|                     | - Die Prinzessin speist mit dem Frosch | 20+10            | 5. Oktober 1966    | 31. Dezember 1968 | 40.524.000 | Stefula         | 524   |
|                     | - Der Frosch hat sich in einen schönen Prinzen verwandelt                                                                                      | 30+15            | 5. Oktober 1966    | 31. Dezember 1968 | 16.316.000 | Stefula         | 525   |
|                     | - Prinz und Prinzessin in der Hochzeitskutsche                                                                                                 | 50+25            | 5. Oktober 1966    | 31. Dezember 1968 | 8.784.000  | Stefula         | 526   |
|                     | Märchen IX Frau Holle - Die fleißige Stieftochter spinnt am Spinnrad                                                                           | 10+5             | 3. Oktober 1967    | 31. Dezember 1969 | 13.203.000 | Stefula         | 538   |
|                     | - Frau Holle schüttelt die Betten aus, es schneit                                                                                              | 20+10            | 3. Oktober         | 31. Dezember 1969 | 25.521.000 | Stefula         | 539   |
|                     | - Die fleißige Stieftochter wird zum Lohn mit Gold überschüttet                                                                                | 30+15            | 3. Oktober         | 31. Dezember 1969 | 14.909.000 | Stefula         | 540   |
|                     | - Die arbeitsscheue Tochter wird "zum Lohn" mit Pech überschüttet                                                                              | 50+25            | 3. Oktober         | 31. Dezember 1969 | 7.803.000  | Stefula         | 541   |

| Deutsche Bundespost Berlin | |                  |                 |                   |           |                |         |
| Bild                       | Beschreibung | Werte in Pfennig | Ausgabe- datum  | gültig bis        | Auflage   | Entwurf        | Mi.-Nr. |
|                            | Märchen I (DBP: Märchen VI) Dornröschen - die böse Fee spricht einen Fluch über Dornröschen                                              | 10+5             | 6. Oktober 1964 | 31. Dezember 1966 | 4.426.000 | Holger Börnsen | 237     |
|                            | - die böse Fee animiert Dornröschen zum Spinnen, so dass sie sich steche und den Fluch erfülle                                           | 15+5             | 6. Oktober 1964 | 31. Dezember 1966 | 3.158.000 | Holger Börnsen | 238     |
|                            | - nach 100 Jahren schlägt sich ein Prinz durch die Dornenhecke und erlöst Dornröschen                                                    | 20+10            | 6. Oktober 1964 | 31. Dezember 1966 | 3.111.000 | Holger Börnsen | 239     |
|                            | - alle im Schloss wachen auf | 40+20            | 6. Oktober 1964 | 31. Dezember 1966 | 3.073.000 | Holger Börnsen | 240     |
|                            | Märchen II (DBP: Märchen VII) Aschenputtel - Aschenputtel lässt sich von Tauben beim Lesen der Linsen helfen                             | 10+5             | 6. Oktober 1965 | 31. Dezember 1967 | 5.196.000 | Stefula        | 266     |
|                            | - Aschenputtel empfängt ihr Ballkleid aus einem Baum                                                                                     | 15+5             | 6. Oktober 1965 | 31. Dezember 1967 | 4.657.000 | Stefula        | 267     |
|                            | - Aschenputtel verlässt das Schloss und verliert einen Schuh                                                                             | 20+10            | 6. Oktober 1965 | 31. Dezember 1967 | 5.401.000 | Stefula        | 268     |
|                            | - Der Prinz führt Aschenputtel als seine Braut heim                                                                                      | 40+20            | 6. Oktober 1965 | 31. Dezember 1967 | 3.512.000 | Stefula        | 269     |
|                            | Märchen III (DBP: Märchen VIII) Der Froschkönig - Die Prinzessin bittet den Frosch, die verlorene goldene Kugel aus dem Brunnen zu holen | 10+5             | 5. Oktober 1966 | 31. Dezember 1968 | 5.365.000 | Stefula        | 295     |
|                            | - Die Prinzessin speist mit dem Frosch                                                                                                   | 20+10            | 5. Oktober      | 31. Dezember 1968 | 5.527.000 | Stefula        | 296     |
|                            | - Der Frosch hat sich in einen schönen Prinzen verwandelt                                                                                | 30+15            | 5. Oktober      | 31. Dezember 1968 | 4.765.000 | Stefula        | 297     |
|                            | - Prinz und Prinzessin in der Hochzeitskutsche                                                                                           | 50+25            | 5. Oktober      | 31. Dezember 1968 | 3.967.000 | Stefula        | 298     |
|                            | Märchen IV (DBP: Märchen IX) Frau Holle - Die fleißige Stieftochter spinnt am Spinnrad                                                   | 10+5             | 3. Oktober 1967 | 31. Dezember 1969 | 4.691.000 | Stefula        | 310     |
|                            | - Frau Holle schüttelt die Betten aus, es schneit                                                                                        | 20+10            | 3. Oktober 1967 | 31. Dezember 1969 | 4.988.000 | Stefula        | 311     |
|                            | - Die fleißige Stieftochter wird zum Lohn mit Gold überschüttet                                                                          | 30+15            | 3. Oktober 1967 | 31. Dezember 1969 | 4.516.000 | Stefula        | 312     |
|                            | - Die arbeitsscheue Tochter wird "zum Lohn" mit Pech überschüttet                                                                        | 50+25            | 3. Oktober 1967 | 31. Dezember 1969 | 3.701.000 | Stefula        | 313     |